# Talbach (Fils)
Der Talbach ist auf seinem zuvor auch anders genannte Laufabschnitte umfassenden Hauptstrang  ein fast 12 km langer Bach in den baden-württembergischen Landkreisen Göppingen und Esslingen. Nach auf größerem Maßstab richtungsbeständigem Lauf nach Nordwesten mündet er unterhalb von Reichenbach an der Fils von links in die unterste Fils.

## Namen
Nach der amtlichen Gewässerkarte trägt der Bach auf seinen ersten etwa 61⁄2 km bis an den Rand des Gemeindegebietes von Notzingen etwa am Zufluss des linken Kreuzbachs den Namen Schlierbach; er durchläuft auf diesem Abschnitt größerenteils das Gemeindegebiet von Schlierbach. Auf den folgenden etwa 12⁄3 Kilometern am und im Notzinger Gemeindegebiet, meist am Rande des Waldes Köhler, ist sein Name Köhlerbach. Erst auf dem knappen restlichen Drittel seines Laufes in den Gebieten der Gemeinde Hochdorf und zuletzt kurz auch Reichenbach an der Fils wird er Talbach genannt.
Ein Layer einer amtlichen Karte nennt ungefähr den ersten Kilometer des Gesamtstrangs auf dem Gebiet von Hattenhofen und an dessen Rand zu Ohmden Pippendorfer Bach, der Abschnitt Schlierbach beginnt dort also erst danach.

## Geographie

### Verlauf
Der Talbach entspringt etwa 1,8 km westsüdwestlich der Dorfmitte von Hattenhofen auf etwa 392 m ü. NHN am Gewann Pippendorf mitten in einem Feld. Der Bach, dort Schlierbach, anfangs vielleicht auch Pippendorfer Bach genannt, fließt zunächst leicht gewunden westwärts und schon nach fünfzig Metern durch die Wiesenflur Pippendorf. Darin setzt eine begleitende Baumgalerie ein, er wendet sich mehr und mehr nach Norden, schlängelt sich dabei stärker, ist kurz Grenzbach zwischen den Gemeinden Hattenhofen rechts- und Ohmden linksseits.
Etwa einen Kilometer unterhalb der Quelle durchquert er nordwärts einen schmalen Waldriegel, in dem er auf die Gemarkung der Gemeinde Schlierbach überwechselt. Von Osten her stößt die einen kurzen zumündenden Bach begleitende Wiesenflur Gockelreute ans rechte Ufer. Der Schlierbach wendet sich dann nach Nordwesten und fließt in der langen, anfangs engen Wiesenaue Osterwiesental zwischen den Wäldern Bolzhäuser zur Linken und Sommerweide zur Rechten.
Knapp einen Kilometer weiter setzen an der Einmündung der K 1420 von Ohmen im Süden in die aus Hattenhofen kommende K 1419 nach Schlierbach die begleitenden Wälder aus. Von rechts und links münden zwei kleine Bäche, dann durchfließt der Schlierbach das Dorf Schlierbach und passiert dabei in einer kleinen Parkanlage einen kleinen Teich am rechten Ufer.
Am Ortsende unterquert er die B 297 und nach der gleich folgenden Kläranlage folgt dem gewundenen Bach, der nun auch einige Kleinmäander durchläuft, wieder eine Galerie höheren Gehölzes. Gut einen Kilometer nach der Bundesstraße mündet von Nordosten am Rand des Maienwaldes der Maienbach, wenige hundert Meter weiter von zuletzt Süden her dem Wald Bühl entlang der Kreuzbach, sein größter Zufluss.
Nun durchquert der Bach offene Flur der Gemeindegemarkung von Notzingen, welche von Südwesten her über den Bach hinwegreicht, darin überquert gleich die K 1413/1205 von Roßwälden im Nordosten nach Notzingen im Südwesten den inzwischen Köhlerbach genannten Bachlauf. Nach einem weiteren Zufluss von rechts und von links beginnt ein Waldriegel, links Alter Winkel und rechts Köhler genannt. Nach weniger als einem halben Kilometer lässt der dort aufs Gemeindegebiet von Hochdorf übertretende, künftig Talbach genannte Bach den Wald dann endgültig hinter sich.
Knapp einen Kilometer weiter abwärts erreicht der Talbach den Ortsrand von Hochdorf und von zuletzt Nordosten mündet der aus Roßwälden kommende Dammbach. Im Dorf quert die K 1207 den auch dort von einer Gehölzreihe begleiteten Bach, unterhalb tritt die L 1201 in das sich nun einkerbende Tal. Wo deren Bundesstraßenanschluß den Bach quert, tritt er für seine letzten gut hundert Meter auf die Gemarkung der Gemeinde Reichenbach an der Fils über. Auf dem verbleibenden kurzen letzten Laufstück fließt er unter der das Filstal heraufführenden B 10 hindurch und dann von links auf 253,5 m ü. NHN in die unterste Fils ein.
Der Gesamtstrang des Talbachs ist 11,6 km lang, hat ein mittleres Gesamtgefälle von 11 ‰ und mündet etwa 129 Meter unterhalb der Quelle seines Schlierbach genannten Oberlaufs.

### Einzugsgebiet
Der Talbach hat ein 26,5 km² großes Einzugsgebiet. Es liegt, naturräumlich gesehen, im Unterraum Ostteil des Mittleren Albvorlands des Mittleren Albvorlands, mit der Quellregion und einem mehr oder weniger breiten Streifen linksseits des Gewässerlaufs in dessen Teilraum Notzinger Platte, mit den übrigen Anteilen im Teilraum Schlierbacher Platte.
Der Bachlauf wird mehrfach von Waldriegeln gequert und auch an der linken Wasserscheide steht viel Wald. Dort erhebt es sich im Waldgewann Bettenhart südwestlich von Schlierbach mit 406,1 m ü. NHN am meisten. Überwiegend ist es aber offen und aus Wiesen und Äckern zusammengesetzt.
Am oberen Einzugsgebiet hat die Gemeinde Hattenhofen einen kleinen, fast unbesiedelten Anteil, die Gemeinde Ohmden einen unbesiedelten kleinen sowie die Gemeinde Schlierbach einen großen mit darin dem großen Dorf Schlierbach und die Stadt Kirchheim unter Teck einen kleinen, der fast nur aus Wald besteht.
Am Mittellauf stößt die Stadtteilgemarkung  Roßwälden von Ebersbach an der Fils, dessen Dorf in einem Nebental liegt, und die innerhalb wenig besiedelte Gemarkung der Gemeinde Notzingen reicht von der linken Wasserscheide her über den Flusslauf bis an den rechten Talhang.
Am unteren Einzugsgebiet hat die Gemeinde Hochdorf den Löwenanteil mit allein dem großen Dorf Hochdorf innerhalb. Zuletzt gehört noch ein kleiner Mündungszwickel zur Gemeinde Reichenbach an der Fils.
Reihum grenzen die Einzugsgebiete der folgenden Nachbargewässer an:
- Im Norden liegt Einzugsgebiet der Fils oberhalb des Talbach-Zuflusses, die über ihre linken Nebenflüsse bis hinauf zur Sulpach konkurriert;
- im Osten entwässern alle Bäche jenseits der Wasserscheide über den Butzbach noch weiter oben in die Fils;
- der Abfluss jenseits der südlichen Wasserscheide gelangt über den Trinkbach oder die Weppach, in der Abflussfolge dann die Lindach und zuletzt die Lenninger Lauter oberhalb der Fils in den Neckar;
- im Südwesten läuft außerhalb der Bodenbach zum Neckar kurz vor der Fils;
- im Westen fließt der kurze Kehlbach kurz nach dem Talbach in die Fils.

### Zuflüsse und Seen
Liste der Zuflüsse und  Seen und  Hochwasserrückhaltebecken von der Quelle zur Mündung. Gewässerlänge, Seefläche, Einzugsgebiet und Höhe nach den entsprechenden Layern auf der Onlinekarte der LUBW. Andere Quellen für die Angaben sind vermerkt.
Ursprung des Talbachs auf etwa 382 m ü. NHN westsüdwestlich von Hattenhofen vor dem Waldhang Oberholz im Gewann Pippendorf.
- (Bach aus der Gockelreute), von rechts und Osten auf etwa 359 m ü. NHN am Beginn der waldumsäumten Wiesenaue Osterwiesengraben, ca. 0,7 km[LUBW 8] und ca. 0,6 km².[LUBW 9] Entsteht auf etwa 372 m ü. NHN unterm Sportplatz im Westen von Hattenhofen.
- Bolzhäuser Bach, von links und Südwesten auf etwa 357 m ü. NHN, 0,7 km und ca. 0,4 km².[LUBW 9] Entsteht auf etwa 369 m ü. NHN am Schiefersteinbruch Ohmden.
- Lächlesbach, von rechts und Ostnordosten auf etwa 350 m ü. NHN am Südostende von Schlierbach, 0,9 km und ca. 1,9 km².[LUBW 9] Entsteht auf etwa 363 m ü. NHN im Hangwald Sommerweide.
  - Haslenbach, von rechts und Nordosten auf etwa 353 m ü. NHN am Westrand der Sommerweide, 1,5 km und 1,1 km².[LUBW 9] Entsteht auf etwa 373 m ü. NHN vor dem Ostrand des Gewerbegebietes von Schlierbach.
    - (Anderer Oberlauf), von rechts und Norden auf etwa 366 m ü. NHN im Gewerbegebiet von Schlierbach an der Sporthalle, unter 0,4 km und unter 0,3 km².[LUBW 9] Entsteht auf etwa 373 m ü. NHN am Nordrand des Gewerbegebietes von Schlierbach.
- Bauschwangbach, von links und Südsüdwesten auf etwa 350 m ü. NHN gegenüber den ersten Häusern von Schlierbach, 1,1 km und ca. 0,9 km².[LUBW 9] Entspringt auf etwa 380 m ü. NHN im Waldgewann Nebelhölzle.
- Passiert einen Weiher auf etwa 347 m ü. NHN rechts am Lauf in Schlierbach, unter 0,2 ha.
- Maienbach, von rechts und Nordosten auf etwa 321 m ü. NHN unterhalb von Schlierbach dem Maienwald entlang, ca. 2,8 km[LUBW 10] und 1,5 km². Entsteht auf etwa 376 m ü. NHN nördlich von Schlierbach am Rand des Waldgewanns Guter Mann zum Flurgewann Wildes Feld.
- Kreuzbach, von links und Südosten auf 311,6 m ü. NHN[LUBW 3] nach dem Maienwald auf der Gemeindegrenze zwischen Schlierbach und Notzingen, 3,1 km und 5,4 km². Entsteht auf etwa 358 m ü. NHN ca. 1,5 km südsüdwestlich der Ortsmitte von Schlierbach am Rand des Flurgewanns Grund.
  - Gereutbach, von rechts und Ostnordosten auf etwa 337 m ü. NHN ca. 1,1 km westsüdwestlich der Ortsmitte von Schlierbach kurz vor der B 297, 0,8 km und ca. 0,3 km².[LUBW 9] Entsteht auf etwa 367 m ü. NHN im Waldgewann Berg nahe den Schlierbacher Tennisplätzen auf der Bergreute.
  - Riederwiesenbach, von links und Südsüdosten auf etwa 324 m ü. NHN auf der Gemeindegrenze Schlierbach/Notzingen, 2,2 km und ca. 2,2 km².[LUBW 9] Entsteht auf etwa 378 m ü. NHN am Unterhang des Waldes Bettenhar(d)t.
    - Monigraben, von links und Südwesten auf etwa 331 m ü. NHN, 0,9 km und unter 0,4 km².[LUBW 9] Entsteht auf etwa 362 m ü. NHN im Wald Hohes Reisach.
    - Riederwiesenbach, von links und Westsüdwesten auf etwa 329 m ü. NHN, 0,8 km und unter 0,4 km².[LUBW 9] Entspringt auf etwa 353 m ü. NHN am Rand des Waldgewanns Hohes Reisach zu den Riederwiesen.

  - Schleichinger Bach, von links und Westsüdwesten auf etwa 307 m ü. NHN in der Waldinsel Mittlerer Schleichinger, 0,8 km und ca. 0,6 km².[LUBW 9] Entsteht auf etwa 340 m ü. NHN in den Kreuzwiesen östlich von Notzingen-Wellingen.
- Bolbach, von rechts und Ostnordosten auf 302,8 m ü. NHN[LUBW 3] am Südrand des Waldes Köhler, 2,9 km und 1,3 km². Entsteht auf etwa 366 m ü. NHN nahe bei den Birkenhöfen von Ebersbach an der Fils-Roßwälden. Der Bach wird anfangs Appenbach genannt, später Grenzbach und erst sehr mündungsnahe auf dem letzten Wegstück in der Notzinger Gemarkung Bolbach.
- (Abfluss des Kalten Brunnens), von links und Süden auf etwa 302 m ü. NHN wenig nach dem vorigen, ca. 0,6 km[LUBW 8] und ca. 0,3 km².[LUBW 9] Die Quelle Kalter Brunnen entspringt auf etwa 343 m ü. NHN an einer außerörtlichen Häusergruppe östlich von Wellingen. Hatte früher einen linken Quellast von einem Tiefen Brunnen. Am Mittellauf verdolt.
- (Abfluss des Hägelesbrunnens), von links und Westsüdwesten auf etwa 299 m ü. NHN, 0,8 km und ca. 0,5 km².[LUBW 9] Der Hägelesbrunnen entspringt auf etwa 327 m ü. NHN, der Bach fließt durch die Wiesen des Gewanns Himmelreich vor dem Wald Alter Winkel dicht am linken Ufer.
- (Quellabfluss am Flurgewann Gänsbiegel), von links und Südwesten auf etwa 296 m ü. NHN kurz vor Hochdorf-Bachhöfe, ca. 0,5 km[LUBW 8] und ca. 0,3 km².[LUBW 9] Entspringt auf etwa 313 m ü. NHN am Rande des Waldgewanns Alter Winkel. Letzter Abschnitt verdolt.
- Dammbach[LUBW 11], von rechts und Westnordwesten auf etwa 285,6 m ü. NHN[LUBW 3] zwischen Bachhöfe und dem gleich folgenden Hochdorf, 2,1 km auf dem gemeinsamen Unterlauf und 4,4 km mit dem längeren rechten Oberlauf sowie 3,4 km². Entsteht auf etwa 320 m ü. NHN am Westrand von Roßwälden neben der Brunnenstraße aus seinen zwei Oberläufen.
  - (Längerer Oberlauf), rechter und östlicher Oberlauf, 2,3 km und ca. 1,2 km².[LUBW 8] Entsteht auf etwa 367 m ü. NHN am Westrand des Waldes Roßrain.
  - (Kürzerer Oberlauf), linker und ostsüdöstlicher Oberlauf, 1,8 km und ca. 0,8 km².[LUBW 8] Entsteht auf etwa 360 m ü. NHN an einem Feldweg im Gewann Rauhe Wiesen.
- (Mühlkanal), nach und von rechts in Hochdorf, 0,4 km.
- Tobelbach, von links und insgesamt Süden auf etwa 288 m ü. NHN beim Feuerwehrmagazin in Hochdorf, 2,3 km und ca. 1,8 km².[LUBW 8] Entsteht auf etwa 344 m ü. NHN im Waldgewann Leidetswiesen nördlich von Notzingen.

Mündung des Talbachs von links und Südosten auf 235,9 m ü. NHN in die unterste Fils gegenüber der Kläranlage von Reichenbach an der Fils. Der Talbach ist 11,6 km lang und hat ein 26,5 km² großes Einzugsgebiet.

## Geologie
Das Einzugsgebiet des Talbachs liegt – bis auf den nur kleinen Mündungskeil unterhalb von Hochdorf, in dem der Knollenmergel (Trossingen-Formation) des Keupers ansteht – im Schwarzen Jura, ist jedoch zu ansehnlichen Teilen außerhalb der Talrinne von Lösssediment aus quartärer Ablagerung überdeckt. Im Bereich des Schwarzen Juras sind alle dessen regionale Formationen vom Jurensismergel bis hinunter zum Psilonotenton vertreten.
Eine aus Wellingen, das an einem Abschnitt südlicher Wasserscheide liegt, etwa nordwestwärts ein Stück weit im Wald Hängenloh ins Einzugsgebiet ziehende Störung versetzt Posidonienschiefer (Hochscholle) im Südwesten gegen Amaltheenton im Nordosten (Tiefscholle). Vermutet wird eine bald auf der Tallinie laufende Störung aus dem westlichen Gemeindegebiet von Hattenhofen nordwestwärts bis in den Siedlungsbereich von Schlierbach; hier liegt die Tiefscholle linksseits des Talverlaufs. An der nördlichen Wasserscheide etwa der Kammlinie des Hohen Rückens folgend, der vom Nordrand Roßwäldens bis zum Nordrand von Hochdorf verläuft, wird eine zum Störungsbündel im Bereich des unteren Filstals gehörende Störung vermutet, die den Jurensismergel diesseits gegen den Opalinuston des Braunen Juras außerhalb im Norden versetzt, Tiefscholle also außerhalb. Daneben gibt es noch weitere kurze, teils von quartären Ablagerungen verdeckte Störungslinien.
Die härteren Schichten des Schwarzen Juras eignen sich als Bau- und Werksteine. Während der Abbau von Angulatensandstein bei Hochdorf schon vor Jahren aufgegeben wurde, ist der Steinbruch im Wald Bolzhäuser zwischen Schlierbach und Ohmden noch in Betrieb; er liefert „Fleinsplatten“ aus dem Posidonienschiefer. Beidseits der linken Wasserscheide gibt es zwischen Hattenhofen und dem außerhalb liegenden Ohmden einige teils eingestellte und verfüllte, teils noch betriebene Brüche im Posidonienschiefer, die anscheinend kollektiv als Geotop ausgewiesen sind. An der Waldkuppe Kraftsrain im Einzugsgebiet des Kreuzbachs ist ein Schlot des Urach-Kirchheimer Vulkangebiets aufgeschlossen. Der hier anstehende Basalttuff fand einst als Straßenschotter Verwendung.

## Natur und Schutzgebiete
Im Einzugsgebiet gibt es mehrere Landschaftsschutzgebiete. Ein kleiner Splitter desjenigen von Ohmden-Holzmaden liegt linksseits des obersten Laufs.
Das Schlierbachtal zwischen Hattenhofen und Schlierbach umfasst die Wiesenaue längs des Bachlaufs und des Zuflusses aus der Gockelreute bis an die Ortsgrenze von Schlierbach.
Vom Landschaftsschutzgebiet Kirchheim unter Teck liegen drei kleine Fragmente südwestlich von Schlierbach im Wald nahe der Wasserscheide.
Das Landschaftsschutzgebiet Notzingen reicht von Notzingen und Wellingen ein Stück rechtsseits bis über den Bachlauf hinweg.
Drei Teile des Landschaftsschutzgebiets Hochdorf liegen um das Dorf herum, unter anderem in der Talmulde unterhalb.
Als flächenhafte Naturdenkmale besonders geschützt sind:
- Feuchtwiese Pippendorf, Gemarkung Hattenhofen.
- Bachlauf und Tümpel Bolzhäuser, Gemarkung Schlierbach.
- Bachlauf im Gewann Bol, Gemarkung Notzingen.
- Feuchtwiese im Gewann Himmelreich, Gemarkung Notzingen.
- Schlierbach, Gemarkung Hochdorf, umfasst einen gut 500 m langen Abschnitt des Bachlaufs zwischen dem Köhlerwald und den Bachhöfen.
- Talbach mit Mühlkanal, Gemarkung Hochdorf, Bachlauf oberhalb des Ortskerns.
- Talbach, Gemarkung Hochdorf, umfasst zwei Abschnitte des Unterlaufs.
- Feldgehölz im Gewann Talbach, Gemarkung Hochdorf, zwischen Bach und L 1201 gelegen.
- Aufgelassener Steinbruch (Angulatensandstein), Gemarkung Hochdorf, auf der linken Talseite bei der Hinteren Burg auf etwa 300 m ü. NHN.

### LUBW
Amtliche Online-Gewässerkarte mit passendem Ausschnitt und den hier benutzten Layern: Lauf und Einzugsgebiet des Talbachs

Allgemeiner Einstieg ohne Voreinstellungen und Layer: Daten- und Kartendienst der Landesanstalt für Umwelt Baden-Württemberg (LUBW) (Hinweise)
1. 1 2  Abschnittsnamen Schlierbach → Köhlerbach → Talbach des Talbach-Gesamtstrangs nach dem Layer Gewässername.
2. 1 2  Höhe nach dem Höhenlinienbild auf dem Hintergrundlayer Topographische Karte.
3. 1 2 3 4 5 6  Höhe nach grauer Beschriftung auf dem Hintergrundlayer Topographische Karte.
4. 1 2  Länge nach dem Layer Gewässernetz (AWGN).
5. ↑  Einzugsgebiet aufsummiert aus den Teileinzugsgebieten nach dem Layer Basiseinzugsgebiet (AWGN).
6. ↑  Seefläche nach dem Layer Stehende Gewässer.
7. 1 2  Einzugsgebiet nach dem Layer Basiseinzugsgebiet (AWGN).
8. 1 2 3 4 5 6 7  Länge abgemessen auf dem Hintergrundlayer Topographische Karte.
9. 1 2 3 4 5 6 7 8 9 10 11 12 13 14  Einzugsgebiet abgemessen auf dem Hintergrundlayer Topographische Karte.
10. ↑  Länge nach dem Layer Gewässernetz (AWGN), ergänzt um ein kleines, auf der Gewässerkarte nicht berücksichtigtes Anfangsstück, das auf dem Hintergrundlayer Topographische Karte abgemessen wurde.
11. ↑  Der gemeinsame Unterlauf des Baches ist auf den üblichen topographischen Karten mit Dammbach beschriftet, eine Beschriftung der Oberläufe fehlt dort. Die Layer Gewässernetz (AWGN) und Gewässername geben dem Unterlauf sowie dem längeren rechten Oberlauf die Bezeichnung Dammbach 2, dem linken Oberlauf Dammbach 1. Offensichtlich sind beides nur amtlich verfügte Bezeichnungen, um zwischen den beiden Oberläufen differenzieren zu können.
12. 1 2  Schutzgebiete nach den einschlägigen Layern, Natur teilweise nach dem Layer Geschützte Biotope.

### Andere Belege
1. ↑  Abfluss-BW - Daten und Karten
2. ↑  Anfänglicher Laufabschnitt Pippendorfer Bach nach dem Layer ALKIS Basis transparent von: Geoportal Baden-Württemberg (Hinweise)
3. ↑  Hansjörg Dongus: Geographische Landesaufnahme: Die naturräumlichen Einheiten auf Blatt 171 Göppingen. Bundesanstalt für Landeskunde, Bad Godesberg 1961. → Online-Karte (PDF; 4,3 MB)
4. ↑  Geologie nach den Layern zu Geologische Karte 1:50.000 auf: Mapserver des Landesamtes für Geologie, Rohstoffe und Bergbau (LGRB) (Hinweise)
5. ↑  Geotopsteckbrief (PDF, 358 kByte) des Schieferbruchs im Posidonienschiefer in den Wasenwiesen ostnordöstlich von Ohmden.
6. ↑  Kirchheim unter Teck. In: LEO-BW, Landesarchiv Baden-Württemberg.